# Mondunga (langue)
Le mondunga est une langue oubanguienne parlée par les Mondunga en république démocratique du Congo.